# Dompnac

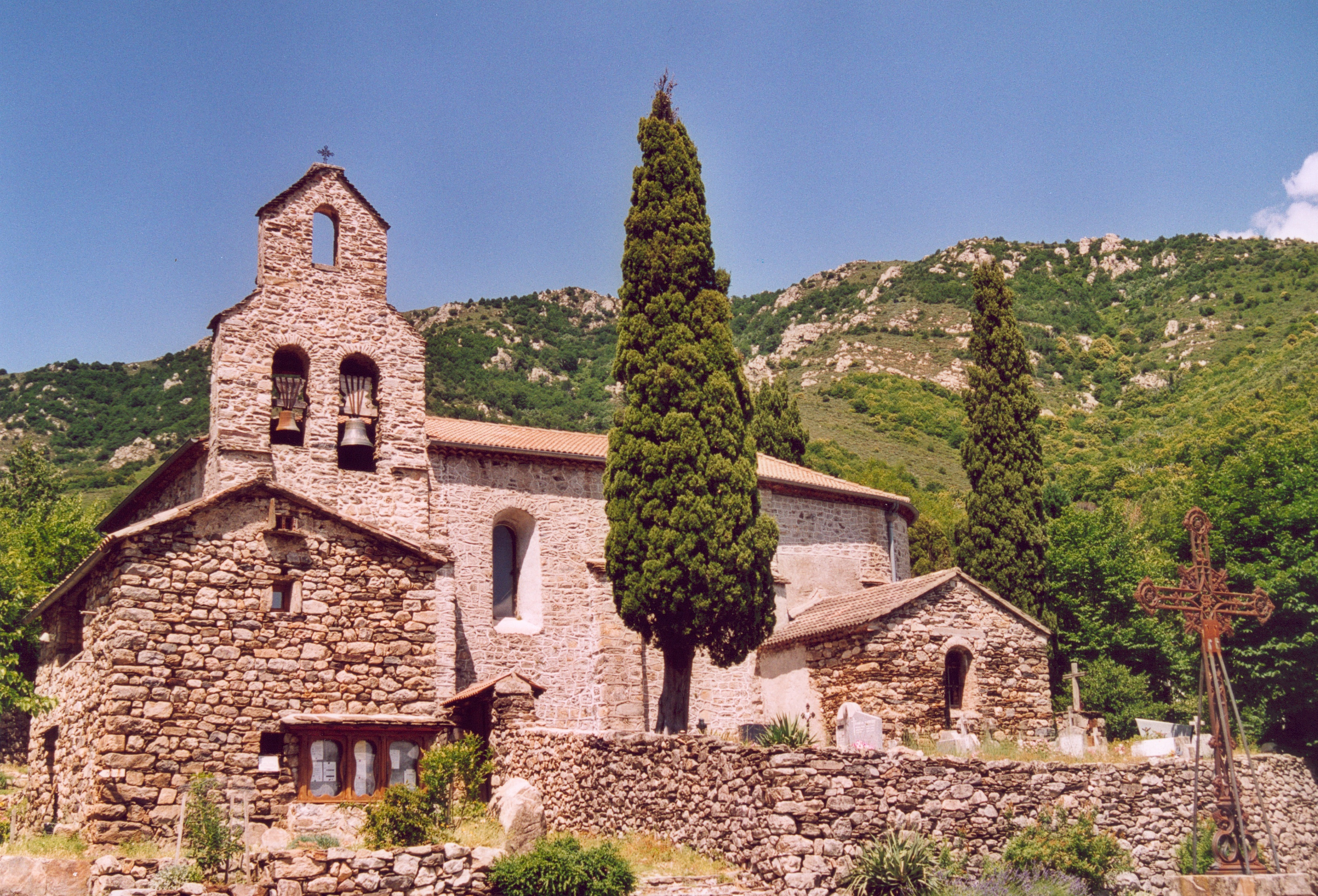
Kościół (2006)

Dompnac – miejscowość i gmina we Francji, w regionie Owernia-Rodan-Alpy, w departamencie Ardèche.
Według danych na rok 1990 gminę zamieszkiwały 62 osoby, a gęstość zaludnienia wynosiła 4 osoby/km² (wśród 2880 gmin regionu Rodan-Alpy Dompnac plasuje się na 1556. miejscu pod względem liczby ludności, natomiast pod względem powierzchni na miejscu 742.).